# Líza skeptik
Líza skeptik (v anglickém originále Lisa the Skeptic) je 8. díl 9. řady (celkem 186.) amerického animovaného seriálu Simpsonovi. Scénář napsal David S. Cohen a díl režíroval Neil Affleck. V USA měl premiéru dne 23. listopadu 1997 na stanici Fox Broadcasting Company a v Česku byl poprvé vysílán 14. prosince 1999 na stanici ČT1.

## Děj
Homer se pokouší získat motorový člun z „policejní tomboly“, která se ukáže jako podvodná. Při návratu domů míjí Simpsonovi nové obchodní centrum, které se staví na místě, kde byla nalezena řada zkamenělin. Líza protestuje a vedení Springfieldské základní školy povolí provést archeologický průzkum. Během vykopávek najde Líza lidskou kostru s křídly. Obyvatelé Springfieldu jsou přesvědčeni, že jde o ostatky anděla, a Homer vydělá na tom, že kostru přemístí do rodinné garáže a návštěvníkům za její prohlídku vybírá poplatky. 
Líza zůstává skeptická a požádá vědce dr. Stephena Jay Goulda, aby otestoval vzorek kostry. Když se doktor Gould druhý den objeví v domě Simpsonových, aby Líze oznámil, že testy byly neprůkazné, jde Líza do televize a přirovná víru v anděly k víře ve smyšlené věci, jako jsou skřítci. V reakci na to se springfieldští náboženští fanatici pustí do řádění s cílem zničit všechny vědecké instituce. Líza, zděšená násilím, se vydá do garáže, aby zničila kostru, ale zjistí, že zmizela. Dav se brzy sjede k Simpsonovým a Líza je zatčena a postavena před soud za zničení kostry. Ještě před začátkem procesu je kostra spatřena na kopci vedle soudní síně. Všichni k ní spěchají a spatří, že na kostře je přidělaný varovný vzkaz, že při západu slunce přijde „konec“. 
Blíží se západ slunce a občané se shromáždí kolem kostlivce, ale nic se neděje. Když je Líza napomene, dunivý hlas z kostlivce ji umlčí a oznámí: „Konec… vysokých cen!“. Kostlivec je poté vyzdvižen ke vchodu do nového obchodního centra Heavenly Hills. Líza si uvědomí, že celá akce byla reklamním trikem obchodního centra, a kritizuje vedení, že zneužívá přesvědčení lidí. Pokusí se je bojkotovat, ale veřejnost, která miluje výhodné nákupy, se nad zneužitím otřese a jde nakupovat. Doktor Gould se posléze přizná, že vzorek kosti ve skutečnosti nikdy netestoval. Marge poznamená, že když anděl promluvil, Líza na chvíli uvěřila, že anděl je skutečný. Ta to popírá, ale přiznává, že byla vyděšená, a děkuje matce za podporu. 

## Produkce
Epizodu napsal David X. Cohen a režíroval Neil Affleck. K napsání epizody Cohena inspirovala návštěva Amerického přírodovědného muzea v Manhattanu, kde se rozhodl udělat z návštěvy „služební cestu“ a vymyslet možnou souvislost epizody s muzeem. Původně chtěl, aby Líza našla pouze část kostry, a chtěl vytvořit epizodu připomínající Scopesův opičí proces. Scenárista George Meyer ho místo toho přesvědčil, aby se zaměřil na kostru anděla a zároveň zachoval důraz na konflikt mezi náboženstvím a vědou. Cohen i Meyer uznali, jak hloupý byl nápad s „andělskou kostrou“ díky jednoduchým otázkám, které se objevily, jako například proč anděl zemřel a proč po něm zůstaly kosti, ale přesto se do nápadu pustili.
V raném návrhu scénáře byla kostra vyrobena z těsta na pečivo. Cohen původně napsal roli Stephena Jay Goulda jako obecného vědce nebo paleontologa, aniž by věděl, že nakonec roli připadne Gouldovi. Na Harvardově univerzitě navštěvoval Gouldův kurz Úvod do paleontologie. Jediná věta, proti které Gould ve scénáři protestoval, byla replika, která ho představovala jako „nejgeniálnějšího paleontologa na světě“. Jeho původní závěrečná věta zněla: „Já jsem ten test nedělal. Měl jsem důležitější práci.“, ale byla vystřižena, protože scenáristé měli pocit, že bude vtipnější dát mu krátkou závěrečnou repliku. V jedné z původních verzí epizody se Marge nakonec Líze omluvila za to, že ji nepodpořila, čímž by závěr spíše přitakal tomu, že Líza celou dobu správně předpokládala.

## Témata
Autor Joley Wood přirovnal epizodu ke hře na alternativní realitu, když analyzoval vliv sledování televizního seriálu Ztraceni na současnou kulturu a naše vlastní vnímání reality. Dan O'Brien citoval epizodu v diskuzi o ontologii, skepticismu a náboženské víře ve své knize Úvod do teorie poznání. O'Brien nechává na čtenáři, aby rozhodl, zda byla Líza ve svém skepticismu oprávněná, či nikoliv. V knize The Simpsons and Philosophy: The D'oh! of Homer je epizoda Líza skeptik uvedena jako ukázkový příklad toho, proč je Líza považována za ztělesnění šprta. Kniha rovněž cituje tuto epizodu s tím, že Líza není neomylná, neboť když se na konci epizody objevil anděl, který promluvil, vyděsila se stejně jako všichni ostatní. Lízinu frustraci z marketingového triku, který použili tvůrci obchodního centra, považuje Turner v knize Planet Simpson: How a Cartoon Masterpiece Documented Defined a Generation za další příklad jejího konfliktu s korporacemi v celém seriálu. Stejně jako O'Brien i Turner analyzoval epizodu v kontextu Líziných otázek o existencialismu, sebestřednosti a konzumu. V knize The Psychology of the Simpsons: D'oh! se autoři zabývají mírou Lízina hněvu, který se v epizodě projevil, a poznamenávají, že v tomto konkrétním případě jí hněv poskytl prostředky jak ke konfrontaci se sociální nespravedlností, tak k udržení čisté mysli pro kritické myšlení. Mark Demming z Allmovie poznamenal, že Líza v epizodě symbolicky stála na straně rozumu, zatímco její matka Marge symbolizovala víru a spiritualitu.
Karma Waltonenová a Denise Du Vernayová ve své knize The Simpsons in the Classroom z roku 2010 poznamenávají, že epizoda je jednou z nejlepších pro učitele a profesory, kteří ji mohou použít v kurzech náboženství nebo kulturních studií, a všímají si ironie, že ačkoli je Líza po většinu epizody jediným skeptikem, jako jediná se pohoršuje nad reklamním trikem. Parvinova kniha The Gospel According to the Simpsons: Leader's Guide for Group Study je studijní příručka pro skupiny, která doplňuje Pinskyho knihu The Gospel According to the Simpsons. V části týkající se dílu Líza skeptik je Líza definována jako skeptik a skeptik je definován jako „člověk, který pochybuje, zpochybňuje nebo pozastavuje úsudek o myšlenkách obecně přijímaných ostatními“. Skupina studentů je vyzvána, aby o epizodě diskutovala v kontextu skepticismu v souvislosti s dalšími nevysvětlitelnými jevy. V samotné knize Pinsky poznamenal, že Líza stála před nelehkým úkolem konfrontovat se s náboženskou hysterií a slepou vírou a také se snažila sladit vědu v rámci svého vlastního systému víry. Napsal také, že když Líza žádá Stephena Jay Goulda, aby odhadl stáří kostry, nikdy se neřeší otázka, proč by andělé nebo jiné duchovní entity vůbec po sobě nechávali kostry.

## Kulturní odkazy
Scéna v soudní síni, kde je Líza souzena za krádež kostry, je považována za odkaz na Scopesův opičí proces v Daytonu ve státě Tennessee ve 20. letech 20. století, který se zabýval otázkami oddělení církve od státu a debatou mezi kreacionismem a evolucí. Reklamní trik, který v epizodě vytvořili tvůrci obchodního centra, byl přirovnáván k vědeckým mystifikacím, jako je například Cardiffský obr nebo Piltdownský člověk. Když se Líza na konci epizody zeptá, zda jsou obyvatelé městečka pobouřeni, že se nechali napálit reklamním trikem, náčelník Wiggum se jí chystá odpovědět, ale je vyrušen, když v novém obchodním centru Heavenly Hills zahlédne obchod Pottery Barn. Záběr na kopáče v siluetě na pozadí západu slunce je vytvořen po vzoru filmu Dobyvatelé ztracené archy.

## Přijetí
V původním vysílání skončila epizoda v týdnu od 17. do 23. listopadu 1997 na 37. místě ve sledovanosti s ratingem 9,5, což odpovídá přibližně 9,3 milionu domácností. Byl to třetí nejlépe hodnocený pořad na stanici Fox v tomto týdnu, hned po seriálech Akta X a Tatík Hill a spol.
Donald Liebenson napsal pro filmovou recenzi na Amazon.com, že Bart prodává duši a Líza skeptik patří mezi nejlepší epizody Simpsonových. Poznamenal také: „Aniž by byla tato epizoda kazatelská (nebo zvlášť vtipná), je to docela silná záležitost.“, přičemž zmínil téma apokalyptiky ke konci epizody.
Ve vydání vědeckého časopisu Nature z 26. července 2007 zařadila redakce tuto epizodu mezi 10 nejlepších vědeckých momentů v Simpsonových.
Epizoda Líza skeptik byla v roce 2003 využita ve třídě nedělní školy episkopální církve v Salt Lake City, aby podnítila diskuzi 14letých dětí o víře v anděly a o střetu vědy a víry.
Institut ve Farmingtonu ve Velké Británii používá epizodu pro křesťanskou náboženskou výchovu, aby děti učil o skepticismu. Díl je používán jako nástroj, který má zapojit studenty do debaty o náboženství a vědě a také k diskuzi o Lízině vlastním skepticismu a jejím respektu k ostatním. Skupina nadšenců Simpsonových na Calvin College také analyzovala náboženské a filozofické aspekty epizody, včetně otázky víry versus vědy.